# Ichthyomys stolzmanni
Ichthyomys de Stolzmann
Espèce
Synonymes
- Ichthyomys orientalis Anthony, 1923[1]

Statut de conservation UICN

 DD  : Données insuffisantes
Ichthyomys stolzmanni, l’Ichthyomys de Stolzmann, est une espèce de rongeurs semi-aquatiques de la famille Cricetidae connue seulement de trois localités d'Équateur et quatre localités du Pérou.

## Systématique
L'espèce Ichthyomys stolzmanni a été décrite en 1893 par le mammalogiste anglais Oldfield Thomas (1858-1929),.

## Publication originale
- (en) Oldfield Thomas, « A fish-eating rodent », Natural science, vol. 2,‎ 1893, p. 286 (ISSN 2150-4091 et 2150-4105, lire en ligne).